# Herkules legendája
A Herkules legendája (eredeti cím: The Legend of Hercules, korábbi címén; Hercules: The Legend Begins és Hercules 3D) 2014-ben bemutatott amerikai fantasy-akciófilm, melyet Sean Hood és Daniel Giat forgatókönyvéből Renny Harlin rendezett. A főbb szerepekben Kellan Lutz, Gaia Weiss, Scott Adkins, Roxanne McKee és Liam Garrigan látható.
Ez az egyike a két hollywoodi stúdióban készült Herkules-filmek közül 2014-ben, amelyet a Paramount Pictures és a Metro-Goldwyn-Mayer mutatott be. A másik film Dwayne Johnson főszereplésével készült és Herkules címmel került a mozikba július 25-én.
A projekt többnyire negatív véleményeket kapott a kritikusoktól. A Rotten Tomatoes weboldalon 5%-os minősítést kapott, 82 vélemény alapján, átlagosan 2,3/10-re osztályozva. A Metacriticen 22%-ra értékelte (a 100-ból), 18 kritikus.

## Cselekmény
Herkules az ókori Görögországban nő fel Kr. e. 1200-ban Zeusz és Alkméné királynő fiaként. Semmit sem tud valódi származásáról és sorsáról, valamint arról, hogy véget kell vetnie mostohaapja, Amphitryon király zsarnoki uralmának. Herkules inkább szerelmével, Hébével töltené az idejét, de őt idősebb féltestvérének, Iphiklésznek ígérték oda.
Amphitryon Egyiptomba küldi egy szándékosan kisebb létszámú sereggel, ahol elfogják és rabszolgaságba vetik. Ott ismeri fel emberfeletti képességeit, amelyeket nemcsak a gladiátorharcokban használ fel, hanem arra is, hogy három holdidőn belül visszatérjen Hébéhez.

## Szereplők
| Színész           | Szerep            | Magyar hang     |
| ----------------- | ----------------- | --------------- |
| Kellan Lutz       | Herkules          | Nagy Ervin      |
| Gaia Weiss        | Hébé              | Huszárik Kata   |
| Scott Adkins      | Amphitryon király | Laklóth Aladár  |
| Roxanne McKee     | Alcmene királynő  | Pokorny Lia     |
| Liam Garrigan     | Iphiklész         | Varju Kálmán    |
| Liam McIntyre     | Sotiris           | Király Attila   |
| Rade Šerbedžija   | Chiron            | Várkonyi András |
| Johnathon Schaech | Tarak             | Papp Dániel     |
| Kenneth Cranham   | Lucius            | Papp János      |
| Mariah Gale       | Kakia             | Csuha Borbála   |
| Sarai Givaty      | Saphirra          | -               |
| Richard Reid      | Archer            | -               |
| Spencer Wilding   | Humbaba           | -               |
| Luke Newberry     | Agamemnón         | -               |
| Jukka Hilden      | Creon             | -               |